# 健康保険法施行規則
健康保険法施行規則（けんこうほけんほうしこうきそく、大正15年内務省令第36号）は、健康保険法、健康保険法施行令に基づいて定められた内務省令である。現在は、厚生労働省令として効力を有している。略称は、健保法施行規則（けんぽほうしこうきそく）である。1926年（大正15年）7月1日公布。
健康保険の根幹について定めた健康保険法の中心的な施行規則であるが、詳細な規定を別の命令に譲っている部分もある。そのため、他の省令や告示を参照する必要がある場合もある。

## 構成
- 第1章 総則（第1条）
- 第1章の2 保険者
  - 第1節 通則（第1条の2・第2条）
  - 第1節の2 全国健康保険協会（第2条の2 - 第2条の8）
  - 第2節 健康保険組合（第3条 - 第18条）
- 第2章 被保険者
  - 第1節 事業主による届出等（第19条 - 第35条）
  - 第2節 被保険者による申出等（第36条 - 第45条）
  - 第3節 被保険者証等（第46条 - 第52条）
- 第3章 保険給付
  - 第1節 通則（第52条の2）
  - 第1節の2 療養の給付及び入院時食事療養費等の支給
    - 第1款 療養の給付並びに入院時食事療養費、入院時生活療養費、保険外併用療養費及び療養費の支給（第53条 - 第66条）
    - 第2款 訪問看護療養費の支給（第67条 - 第79条）
    - 第3款 移送費の支給（第80条 - 第82条）
    - 第4款 補則（第83条）

  - 第2節 傷病手当金、埋葬料、出産育児一時金及び出産手当金の支給（第84条 - 第89条）
  - 第3節 家族療養費、家族訪問看護療養費、家族移送費、家族埋葬料及び家族出産育児一時金の支給（第90条 - 第97条）
  - 第4節 高額療養費及び高額介護合算療養費の支給（第98条 - 第109条の11）
  - 第5節 雑則（第110条 - 第112条の2）
- 第4章 日雇特例被保険者に関する特例（第113条 - 第134条）
- 第5章 費用の負担（第134条の2 - 第153条の2）
- 第6章 保健事業及び福祉事業（第153条の3 - 第155条の10）
- 第7章 健康保険組合連合会（第156条）
- 第8章 雑則（第156条の2 - 第178条）
- 附則